# Christiane Amanpour
Christiane Maria Heideh Amanpour (perz. کریستین امانپور; Ealing, Engleska, 12. siječnja 1958.) je britansko-iranska novinarka i televizijska voditeljica. Glavna je međunarodna voditeljica CNN-a, kao i voditeljica noćnog programa Amanpour. Voditeljica je i emisije Amanpour & Company na PBS-u.

## Rani život i obrazovanje
Amanpour je rođena u Ealingu, predgrađu zapadnog Londona, kao kći Mohammada Taghija i Patricie Anne Amanpour (rođena Hill). Otac joj je bio Iranac, iz Teherana. Amanpour je odrasla u Teheranu do 11. godine. Njen otac je bio šiitski musliman, a majka katolkinja. 
Nakon što je završila veći dio osnovnoškolskog obrazovanja u Iranu, roditelji su je poslali u internat u Englesku kada je imala 11 godina. Pohađala je samostan Svetog Križa, školu za djevojčice u Chalfont St Peter, Buckinghamshire, a zatim, sa 16 godina, New Hall School, rimokatoličku školu u Chelmsfordu, Essexu. Christiane i njezina obitelj vratili su se u Englesku nedugo nakon početka Islamske revolucije. Naglasila je da nisu bili prisiljeni napustiti zemlju, već su se zapravo vraćali u Englesku zbog iransko-iračkog rata. Obitelj je u konačnici ostala u Engleskoj, jer im je bilo teško da se vrate u Iran.
Nakon što je završila New Hall, Amanpour se preselila u Sjedinjene Države kako bi studirala novinarstvo na Sveučilištu Rhode Island. Tijekom svog boravka tamo, radila je u odjelu vijesti na WBRU-FM u Providenceu, Rhode Islandu. Također je radila za NBC podružnicu WJAR, kao dizajner elektroničke grafike. Godine 1983., Amanpour je diplomirala summa cum laude i Phi Beta Kappa.

## Karijera

### CNN (1983-2010.)
CNN ju je 1983. zaposlio u stranom uredu u Atlanti, Georgiji, kao pomoćnicu. Tijekom svojih ranih godina kao dopisnica, Amanpour je dobila svoj prvi veliki zadatak koji pokriva iransko-irački rat, što je dovelo do toga da je 1986. prebačena u istočnu Europu kako bi izvještavala o padu europskog komunizma. Godine 1989. dobila je posao u Frankfurtu na Majni u Zapadnoj Njemačkoj, gdje je izvještavala o demokratskim revolucijama koje su u to vrijeme zahvatile istočnu Europu. Kroz ovu poziciju uspjela je napredovati u tvrtki i do 1990. godine služila je kao dopisnica CNN-ovog ureda u New Yorku.
Nakon iračke okupacije Kuvajta 1990., Amanpourina izvješća o ratu u Perzijskom zaljevu donijela su joj široku pozornost, a također su CNN podigla na novu razinu. Nakon toga je izvještavala o Ratu u Bosni i Hercegovini. Zbog njezine emotivne isporuke iz Sarajeva tijekom opsade Sarajeva, gledatelji i kritičari doveli su u pitanje njenu profesionalnu objektivnost, tvrdeći da su mnogi njezini izvještaji neopravdani i favoriziraju bosanske Muslimane, na što je odgovorila: "Postoje situacije u kojima se jednostavno ne može biti neutralan, jer kada ste neutralni, vi ste suučesnik. Objektivnost ne znači tretirati sve strane jednako. To znači dati saslušanje svakoj strani." Amanpour je stekla reputaciju neustrašive tijekom Zaljevskog i Bosanskog rata i izvještavanja iz područja sukoba.
Od 1992. do 2010. Amanpour je bila glavni međunarodni dopisnik CNN-a, kao i voditelj Amanpoura, dnevnog CNN-ovog programa intervjua koji se emitirao 2009.-2010. Amanpour je izviještavala o velikim krizama iz mnogih svjetskih žarišta, uključujući Irak, Afganistan, Palestinu, Iran, Izrael, Pakistan, Somaliju, Ruandu i Balkan te iz Sjedinjenih Država tijekom uragana Katrina. Osigurala je ekskluzivne intervjue sa svjetskim čelnicima od Bliskog istoka do Europe, Afrike i šire, uključujući iranske predsjednike Mohammada Khatamija i Mahmouda Ahmadinejada, kao i predsjednike Afganistana, Sudana i Sirije, među ostalima. Nakon 11. rujna bila je prva međunarodna dopisnica koja je intervjuirala britanskog premijera Tonyja Blaira, francuskog predsjednika Jacquesa Chiraca i pakistanskog predsjednika Perveza Musharrafa. Ostali sugovornici su Hillary Clinton, Nicolás Maduro, Hassan Rouhani, Emmanuel Macron, Angela Merkel, John Kerry, Dalaj Lama, Robert Mugabe i Moammar Gadhafi.
Također je intervjuisala Konstantina II, Rezu Pahlavija, Ameera al-Taweela, te Angelinu Jolie, Tom Hanksa i Meryl Streep.
Imala je mnogo nezaboravnih trenutaka u svojoj televizijskoj karijeri, jedan od njih u telefonskom intervjuu uživo s Yasserom Arafatom tijekom opsade njegovog imanja u ožujku 2002., u kojem je Arafat dao oštre odgovore: "Pitate li me zašto sam pod potpunom opsadom? Vi ste divna novinarka. Morate poštovati svoju profesiju." i "Morate biti precizni kada razgovarate s generalom Yasserom Arafatom. Budite tihi!", što je završilo s njegovim prekidanjem poziva.

### Izvještaj Rata u Bosni i Hercegovini
Dana 22. prosinca 1992., za vrijeme rata u BiH, Amanpour je izvještavala iz Kiseljaka, nedaleko od Sarajeva. Kiseljak je bio u hrvatskim rukama, neoštećen, i tobože dobro opskrbljen potrepštinama. Amanpour je izvijestila da, "Dok ljudi u Sarajevu umiru od gladi, Srbi žive u izobilju", izvješće koje su neki analitičari naknadno kritizirali kao širenje "dezinformacija" i "lijepih laži". Stephen Kinzer iz New York Timesa 9. listopada 1994. kritizirao je Amanpourino izvještavanje o ratu u Bosni. Kinzer je citirao kolegičin opis Amanpoura dok je izvještavala o terorističkom bombaškom napadu na tržnici Markale u Sarajevu : 
Amanpour je odgovorila na kritike upućene njenom izvještavanju o ratu u bivšoj Jugoslaviji zbog "nedostatka neutralnosti", navodeći:

### ABC News (2010-2012.)
Dana 18. ožujka 2010., Amanpour je najavila da će napustiti CNN za ABC News, gdje će voditi emisiju "Ovaj tjedan". Rekla je: "Oduševljena sam što sam se pridružila nevjerojatnom timu na ABC Newsu. Biti zamoljena da vodim Ovaj tjedan u vrhunskoj tradiciji koju je započeo David Brinkley je ogromna i rijetka čast, i veselim se raspravi o sjajnim domaćim i međunarodnim pitanja dana. Napuštam CNN s najvećim poštovanjem, ljubavlju i divljenjem prema kompaniji i svima koji ovdje rade. Ovo je moja obitelj i zajednički napor zadnjih 27 godina, i zauvijek sam zahvalna i ponosna na sve što smo uspjeli." Svoju prvu emisiju vodila je 1. kolovoza 2010.
Dana 13. prosinca 2011., ABC je najavio da će Amanpour 8. siječnja 2012. napustiti svoje mjesto voditeljice ABC News' This Week-a i vratiti se na CNN International, gdje je prethodno radila 27 godina, i zadržati ulogu izvještavanja u ABC News-u.

### Povratak na CNN (2012.- danas)
Dana 14. prosinca 2011., u izjavama ABC-a i CNN-a, objavljeno je da će, u "jedinstvenom dogovoru", Amanpour 2012. početi voditi program na CNN International-u, dok će nastaviti na ABC News kao voditelj globalnih poslova.
7. siječnja 2015. Amanpour je muslimanske ekstremiste koji su ubili 12 novinara magazina Charlie Hebdo nazvala "aktivistima".
Dana 12. studenog 2020., Amanpour je usporedila Trumpovu administraciju s nacistima i Kristalnom noći, rekavši: "Upozorenje nacista preko pramca naše ljudske civilizacije dovelo je do genocida nad cijelim identitetom, a u toj kuli zapaljenih knjiga, doveo do napada na činjenice, znanje, povijest i istinu. Nakon četiri godine modernog napada na te iste vrijednosti od strane Donalda Trumpa, tim Biden-Harris obećava povratak normama, uključujući istinu." Izraelska vlada, zajedno s nekim židovskim skupinama, pozvala je Amanpour da se ispriča za ovu usporedbu. Izraelski ministar za pitanja dijaspore Omer Yankelevich pozvao je na "trenutnu i javnu ispriku" za "omalovažavanje goleme tragedije holokausta".

## Privatni život
Od 1998. do 2018. Amanpour je bila u braku s Amerikancem Jamesom Rubinom, bivšim pomoćnikom američkog državnog tajnika i glasnogovornikom američkog State Departmenta za vrijeme Clintonove administracije, te neformalnim savjetnikom bivše američke državne tajnice Hillary Clinton i bivšeg predsjednika Baracka Obame. Njihov sin, Darius John Rubin, rođen je 2000. Nakon što su živjeli u Londonu od 2000. godine, preselili su se u New York City 2010., gdje su iznajmili stan na Manhattanu u Upper West Sideu. U svibnju 2013. Rubin je najavio da će se obitelj vratiti u London kako bi radila na nekoliko projekata, a u listopadu iste godine Amanpour je izjavila da će se ona i njezin suprug trajno preseliti u London.
Srpnja 2018. izjavila je da se rastavlja od supruga. Lipnja 2021. izjavila je da boluje od raka jajnika, te da je prošla uspješnu operaciju , te da narednih mjeseci mora nastaviti sa kemoterapijom.